# لیسه (هلند)
لیسه (به هلندی: Leiden) شهری در غرب هلند جنوبی است.